# (15883) 1997 CR29
(15883) 1997 CR29 est un objet transneptunien faisant partie des cubewanos découvert en 1997.

## Description
(15883) 1997 CR29 a été découvert le 3 février 1997 dans un des observatoires du Mauna Kea, un ensemble d'observatoires astronomiques indépendants, situés au sommet du volcan Mauna Kea sur l'île d'Hawaï, par Chadwick Trujillo, David Jewitt, et Jun Chen. Il a un diamètre d'environ 160 km.

### Caractéristiques orbitales
L'orbite de cet astéroïde est caractérisée par un demi-grand axe de 47,13 UA, un périhélie de 37,21 UA, une excentricité de 0,21 et une inclinaison de 19,16° par rapport à l'écliptique. Du fait de ces caractéristiques, à savoir un demi-grand axe supérieur à 30,1 UA, il évolue au-delà orbites de l'orbite de Neptune et est classé comme planète mineure distante de type objet transneptunien,

### Caractéristiques physiques
(15883) 1997 CR29 a une magnitude absolue (H) de 7,1 et un albédo estimé à 0,252.